# L'Habit
L'Habit is een gemeente in het Franse departement Eure (regio Normandië) en telt 404 inwoners (1999). De plaats maakt deel uit van het arrondissement Évreux.

## Geografie
De oppervlakte van L'Habit bedraagt 5,1 km², de bevolkingsdichtheid is 79,2 inwoners per km².
De onderstaande kaart toont de ligging van L'Habit met de belangrijkste infrastructuur en aangrenzende gemeenten.

## Demografie
Onderstaande figuur toont het verloop van het inwonertal (bron: INSEE-tellingen).